# Silver Creek, British Columbia
Silver Creek är ett vattendrag i Kanada.   Det ligger i provinsen British Columbia, i den centrala delen av landet, 3 600 km väster om huvudstaden Ottawa.
I omgivningarna runt Silver Creek växer i huvudsak barrskog. Trakten runt Silver Creek är nära nog obefolkad, med mindre än två invånare per kvadratkilometer.